# Thomas Meyer (Politikwissenschaftler)

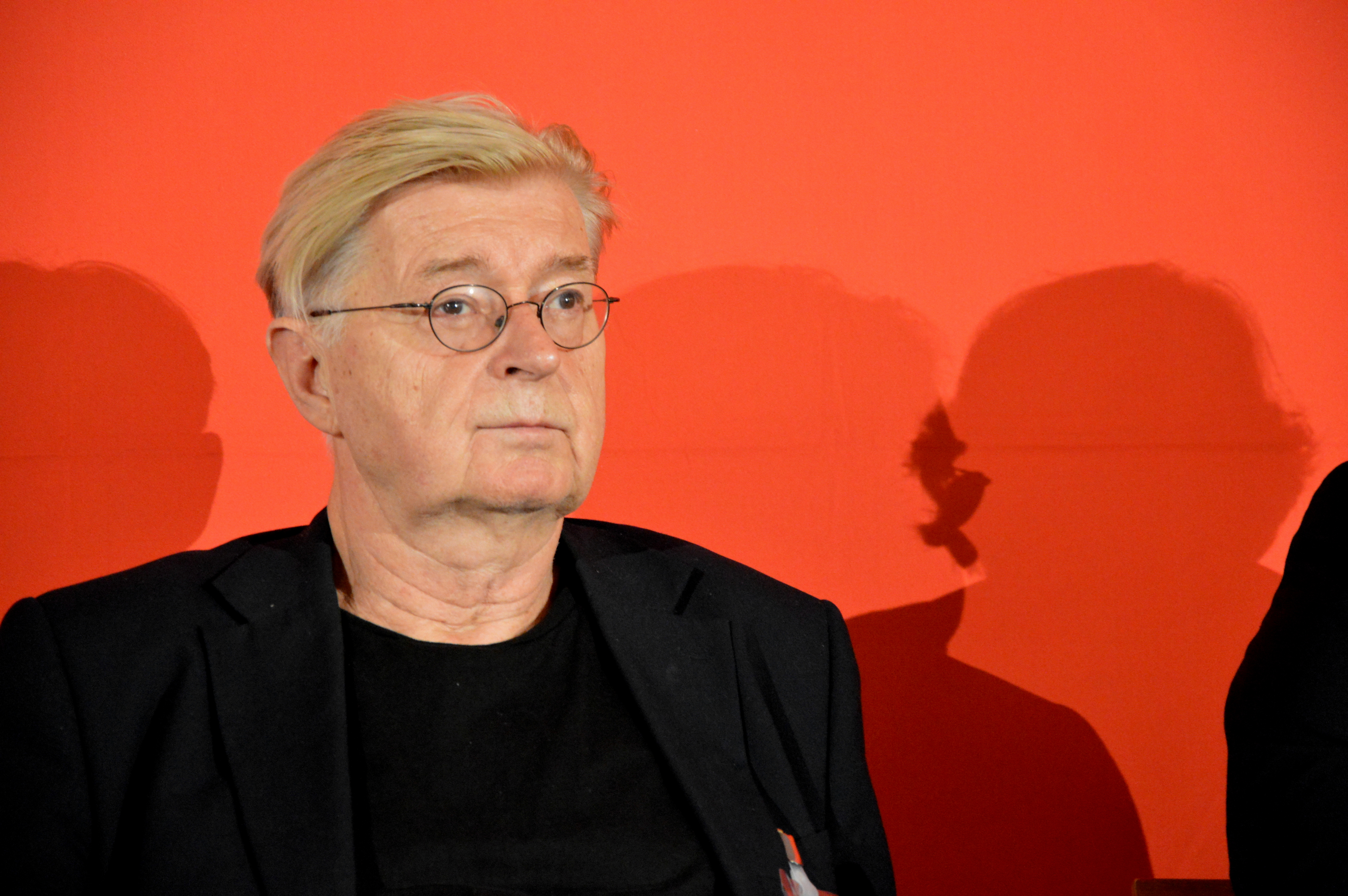
Thomas Meyer (2015)

Thomas Meyer (* 1943 in Leipzig) ist emeritierter Professor für Politikwissenschaft  an der Technischen Universität Dortmund (Schwerpunkt: Demokratietheorie, Politische Theorie, Europa).

## Leben
Thomas Meyer studierte Philosophie, Politikwissenschaft, Psychologie und Deutsche Literatur an der Universität Frankfurt (u. a. bei Adorno, Horkheimer, Habermas, Apel und Fetscher). 1973 promovierte er dort über das Thema Der Zwiespalt in der Marx’schen Emanzipationstheorie: Studie zur Rolle des proletarischen Subjekts. Seine Habilitation erfolgte 1977 an der Freien Universität Berlin.
Meyer ist ein bekannter Kritiker des Einflusses der modernen Medien auf Stil und Inhalte der heutigen Politik. Er ist stellvertretender Vorsitzender der Grundwertekommission beim Parteivorstand der Sozialdemokratischen Partei Deutschlands. Er ist Mitherausgeber und seit 2008 auch Chefredakteur der politisch-kulturellen Zeitschrift Neue Gesellschaft/Frankfurter Hefte. Ferner ist er Dozent an der Akademie für Soziale Demokratie der Friedrich-Ebert-Stiftung. Seine wissenschaftlichen Schwerpunkte sind die Soziale Demokratie, kulturelle Grundlagen der Politik, politische Kommunikation sowie die Zivilgesellschaft und Politik.

## Veröffentlichungen (Auswahl)
- Das proletarische Subjekt und die Strukturambivalenz der Marx’schen Emanzipationstheorie. Dissertation. Frankfurt am Main 1972.
  - Veröffentlicht als: Der Zwiespalt in der Marx’schen Emanzipationstheorie. Studie zur Rolle des proletarischen Subjekts. Scriptor, Kronberg 1973.
- Bernsteins konstruktiver Sozialismus: Eduard Bernsteins Beitrag zur Theorie des Sozialismus. Dietz, Berlin 1977, ISBN 3-8012-1105-3
- Lexikon des Sozialismus, Bund Verlag Köln 1988.
- Was bleibt vom Sozialismus? Rowohlt Verlag, Hamburg 1990.
- mit Martina Kampmann: Politik als Theater. Die neue Macht der Darstellungskunst. Aufbau, Berlin 1998, ISBN 3-351-02477-0.
- Was ist Politik? 3. Auflage. VS, Wiesbaden 2009, ISBN 978-3-531-16467-0.
- mit Rüdiger Ontrup und Christian Schicha: Die Inszenierung des Politischen. Zur Theatralität von Mediendiskursen. Westdeutscher Verlag, Opladen 2000, ISBN 3-531-13433-7.
- Mediokratie. Die Kolonisierung der Politik durch die Medien. (= es. 2204). Suhrkamp, Frankfurt am Main 2002, ISBN 3-518-12204-5.
- Identitätspolitik. Vom Missbrauch kultureller Unterschiede. (= es. 2272). Suhrkamp, Frankfurt am Main 2002, ISBN 3-518-12272-X.
- Was ist Politik? VS Verlag Wiesbaden 2003.
- Die Identität Europas. Der EU eine Seele? (es. 2355). Suhrkamp, Frankfurt am Main 2004, ISBN 3-518-12355-6.
- mit Lew Hinchman (Hrsg.): Theorie der sozialen Demokratie. VS, Wiesbaden 2005, ISBN 3-531-14612-2.
- Praxis der Sozialen Demokratie. VS Wiesbaden, 2006.
- Was ist Sozialismus? VS, Wiesbaden 2008, ISBN 978-3-531-15445-9.
- Was ist Demokratie? Eine diskursive Einführung. VS, Wiesbaden 2008, ISBN 978-3-531-15488-6.
- Soziale Demokratie. Eine Einführung. VS, Wiesbaden 2009, ISBN 978-3-531-16814-2.
- Was ist Fundamentalismus.VS, Wiesbaden 2011.
- Theorie der Sozialen Demokratie. 2. Auflage. VS, Wiesbaden 2011. ISBN 978-3-531-18131-8
- Die Unbelangbaren. Wie politische Journalisten mitregieren. (= es. 2692). Suhrkamp, Berlin 2015, ISBN 978-3-518-12692-9.
- Mithrsg.: Soziale Demokratie: Wege und Ziele. Dietz, Bonn 2021, ISBN 978-3-8012-0593-5.

### Beiträge und Artikel (Auswahl)
- Mediokratie - Auf dem Weg in eine andere Demokratie? Aus: Politik und Zeitgeschichte (APuZ) 15-16 / 2002 (PDF-Datei; 60 kB)